# Improvisational Two (Mats Öberg-album)
Improvisational Two är ett soloalbum med jazzpianisten Mats Öberg från 2007.
Öberg improviserar kring några Cornelis Vreeswijk-låtar. Skivbolaget gav honom uppdraget strax före inspelningen och pianisten spelar alltså helt oförberedd.

## Låtlista
Sångerna är komponerade av Cornelis Vreeswijk om inte annat anges.
1. Felicia – adjö – 5:27
2. Fåglar (Björn J:son Lindh/Cornelis Vreeswijk) – 7:35
3. Ångbåtsblues – 3:51
4. Deirdres samba (Chico Buarque de Hollanda/Cornelis Vreeswijk) – 4:33
5. Turistens klagan– 3:55
6. Cool water – på Den Gyldene Freden (Björn J:son Lindh/Cornelis Vreeswijk) – 4:31
7. En visa om ett rosenblad (Georg Riedel/Cornelis Vreeswijk) – 4:34
8. Saskia – 7:17
9. Medley: Somliga går med trasiga skor/Balladen om herr Fredrik Åkare och den söta fröken Cecilia Lind/Papillas samba – 4:41
10. Ann-Katrin farväl (Peter Alm/Cornelis Vreeswijk) – 6:50

## Medverkande
- Mats Öberg – piano